# Бирагзангское сельское поселение
Бирагза́нгское се́льское поселе́ние — муниципальное образование в Алагирском районе Северной Осетии Российской Федерации.
Административный центр — село Верхний Бирагзанг.

## История
Статус и границы сельского поселения установлены Законом Республики Северная Осетия-Алания от 5 марта 2005 года № 11-рз «Об установлении границ муниципального образования Алагирский район, наделении его статусом муниципального района, образовании в его составе муниципальных образований - городского и сельских поселений и установлении их границ»

## Население
| 2002  | 2010  | 2011  | 2012  | 2013  | 2014  | 2015  |
| ----- | ----- | ----- | ----- | ----- | ----- | ----- |
| 1421  | ↘1406 | →1406 | ↘1389 | ↘1371 | ↘1342 | ↘1333 |
| 2016  | 2017  | 2018  | 2019  | 2020  | 2021  | 2023  |
| ↘1322 | ↘1314 | ↘1313 | ↘1305 | ↘1296 | ↗1677 | ↘1666 |
| 2024  | 2025  |       |       |       |       |       |
| ↘1662 | ↗1672 |       |       |       |       |       |

## Состав сельского поселения
| № | Населённый пункт  | Тип населённого пункта       | Население |
| - | ----------------- | ---------------------------- | --------- |
| 1 | Верхний Бирагзанг | село, административный центр | ↗1108     |
| 2 | Нижний Бирагзанг  | село                         | ↗569      |